# Kościół św. Marcina w Biskupicach
Kościół św. Marcina w Biskupicach – zabytkowy, murowany kościół pw. św. Marcina znajdujący się na szczycie wzgórza zwanego Chełmik, w Biskupicach, w powiecie wielickim, w województwie małopolskim.
Kościół wraz z ogrodzeniem i drzewostanem, wpisany został do rejestru zabytków nieruchomych.

## Historia
Pierwszy kościół w tym miejscu został erygowany przed 1220 rokiem na miejscu dawnej pogańskiej gontyny. Początkowo drewniany, a po 1480 r. zamieniony na murowany w stylu gotyckim.  W 2. połowie XVII wieku został przebudowany, a na przełomie XVII i XVIII w. dobudowano na planie ośmioboku kaplicę. W 1888 r. po stronie zachodniej wydłużono nawę i dobudowano wieżę. W 1914 r. podczas działań wojennych został dość znacznie zniszczony przez przemieszczającą się w kierunku Krakowa Armią Rosyjską i odbudowany oraz wyremontowany po wojnie.

## Architektura i wyposażenie
Budynek orientowany, jednonawowy, prezbiterium zamknięte trójbocznie. Po południowej stronie korpusu nawowego ośmioboczna kaplica św. Joachima i św. Anny. Z najstarszego wyposażenia kościoła zachował się kamienny portal. Wyposażenie głównie późnobarokowe. Nad wejściem głównym w 2008 r. umieszczony został witraż przedstawiający św. Marcina przyjeżdżającego na białym koniu i ofiarującego kawałek welonu ubogiemu. Motyw ten zastosowany został również w herbie Gminy Biskupice. 

## Galeria

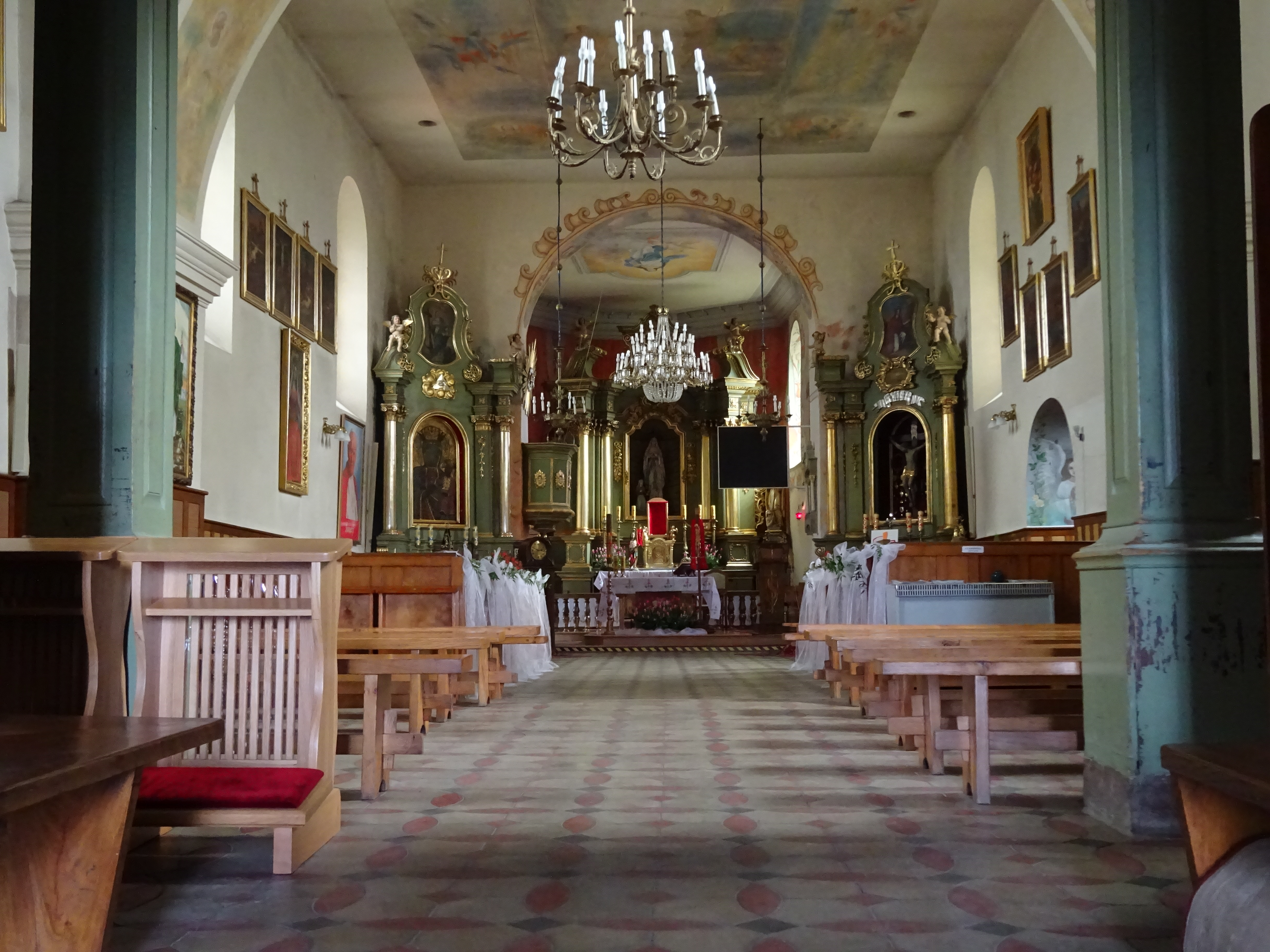
Wnętrze kościoła
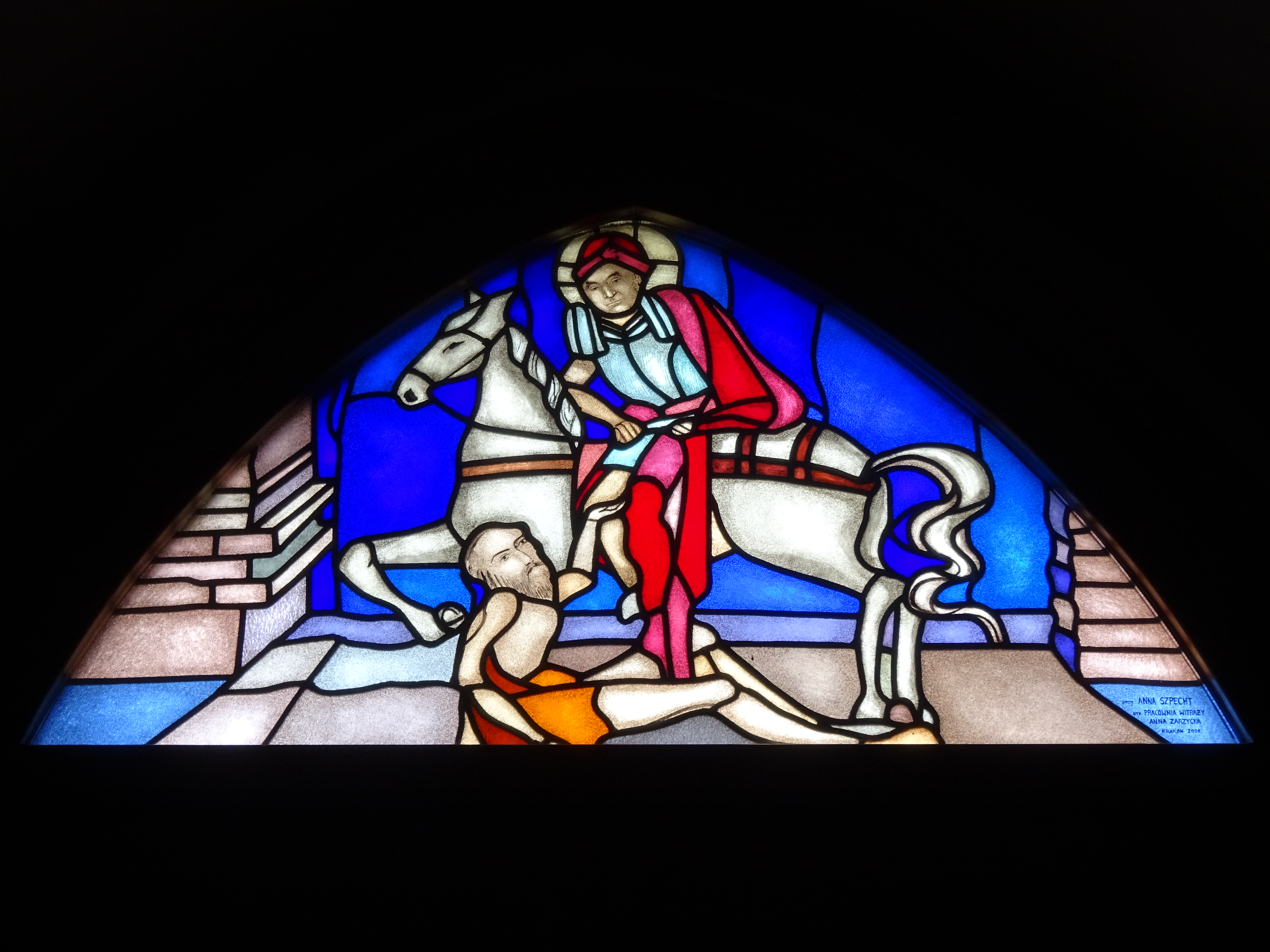
Witraż nad wejściem głównym, przedstawiający św. Marcina